# Lijst van luchtvaartmaatschappijen
Dit is een lijst van luchtvaartmaatschappijen, gesorteerd per land van vestiging. Ook niet meer bestaande luchtvaartmaatschappijen staan in de lijst.
Zie ook de alfabetische pendant van deze lijst.

## Hoofdzakelijk Nederlands taalgebied

### België
- Abelag (1964-)
- Air Antwerp (2019-2021)
- Air Belgium (1979-2000)
- Air Belgium (2016-2025)
- ASL Airlines Belgium (1999-)
- Belgian International Air Service (1959-1980)
- BelgiumExel (2004-2005)
- Birdy Airlines (2002-2004)
- Brussels Airlines (2006-)
- Cargo B Airlines (2007-2009)
- Challenge Airlines (2019-heden), voormalig "ACE Belgium Freighters"
- CityBird (1996-2001)
- Constellation Airlines (1995-1999)
- Delsey Airlines (2002-2002)
- Delta Air Transport (DAT) (1967-2002)
- Demavia Airlines (1993-??)
- European Air Transport (1971-2010)
- Flying Group
- TUI fly (voormalig Jetairfly) (2004-)
- Sabena (1923-2001)
- SN Brussels Airlines (2002-2006)
- SNETA (1919-1923)
- Sobelair (1946-2004)
- Thomas Cook Airlines Belgium (2002-2017)
- Trans European Airways (1971-1991)
- Virgin Express (1996-2006)
- VG Airlines (2002-2002)
- VLM Airlines (1992-2018)

#### Historische territoria

##### Belgisch-Congo
- CENAC

### Nederland
- AIS Airlines
- Air Exel (1991-2005)
- Air Holland (1984-2004)
- Air Charters Europe
- Amsterdam Airlines (2008-2011)
- BASE Regional Airlines (1985-2001)
- Basiq Air (2000-2004)
- Corendon Dutch Airlines
- Denim Air (1996-2017)
- DutchBird (2000-2005)
- Dynamic Airlines (1980-?; opgeheven)
- Fairlines (1995)
- Holland Exel (2004-2005)
- IPA Airlines (opgeheven)
- Jetlink (inactief)
- Jet Management Europe
- JetNetherlands
- KLM Cityhopper
- Koninklijke Luchtvaart Maatschappij (KLM)
- Magic Blue Airlines (2005-2005)
- Martinair (passagiersvervoer opgeheven)
- NetherLines (1984-1990)
- North Sea Airways (opgeheven)
- Orange Aircraft Leasing  (opgeheven)
- Quick Airways Holland (?-2007)
- Rossair Europe (opgeheven)
- Rotterdam Airlines (1983-?; opgeheven)
- Rotorjet (opgeheven)
- Schreiner Airways (1945-2005)
- Solid Air  (opgeheven)
- Special Air Services
- Transavia
- Trans Travel Airlines (opgeheven)
- TUI fly voorheen ArkeFly
- Tulip Air (opgeheven)
- V Bird (2003-2004)

#### Helikoptervluchten
- ANWB Medical Air Assistance
- Coolen-Huijbregts
- DHS/Aerial Inspect
- Dutch Helicopter Services
- HeliAir Helicopter Services
- HeliCentre
- Heli Holland
- Helicon (failliet)
- Lelykopters (opgeheven)
- Schreiner Northsea Helicopters (overgenomen door Canadian Helicopter Company CHC)

#### Rondvluchten
- Aero Eelde
- Aero Noord
- Aero Service
- Air Service Limburg
- Atas Luchtvaartbedrijf
- Aviation Management Services
- Cess Air
- De Kempen
- Flying Birds Luchtvaartbedrijf
- Free Lancelot
- Heldair Aviation
- KammAir
- Kroonduif Air
- Lelykopters
- Lelystad Flight Center
- Lion Air
- Luchtvaartbedrijf Ben Air
- Martinair Lelystad
- Polder Aviation (opgeheven)
- Prince Helicopters
- Rainbow Aviation
- Sand Air
- Seppe Airservice
- Singles en Twins
- Skyline Aviation
- Sky Service Netherlands
- Special Air Services
- Stella Aviation Charter
- Tessel Air
- Test & Training Centre
- Texel Wings
- Vliegcentrum Lelystad
- Vliegwerk Holland
- VliegExperience.NL
- Vpair (opgeheven)
- Wings Over Holland

#### Aruba
- Air Aruba (1986-2000)
- ArubaExel (opgeheven)
- Avia Air (opgeheven)
- Aruba Airlines
- Royal Aruban Airlines (opgeheven)
- Tiara Air (opgeheven)

#### Bonaire
- BonairExel (2003-2005)

#### Curaçao
- Curaçao Express (2004-2005)
- Divi Divi Air
- Dutch Antilles Express (opgeheven)
- Insel Air (1993-2019)
- Jetair Caribbean (2019-2024)
- Z Air

#### Sint Maarten
- Winair (Windward Islands Airways)

#### Historische territoria

##### Nederlandse Antillen
- Antilliaanse Luchtvaart Maatschappij (ALM, ook wel ALM-Antillean Airlines) (1964-2002)
- Dutch Caribbean Airlines (DCA) (2001-2004)

##### Nederlands-Indië
- KNILM (1928-1947)

##### Nederlands-Nieuw-Guinea
- Kroonduif / Nederlands-Nieuw-Guinea Luchtvaart Maatschappij NNGLM (1956-1962)

##### West-Indië
- KLM West-Indisch Bedrijf (1934-1964)

### Suriname
- Blue Wing Airlines
- Caricom Airways (Caribbean Commuter Airways)
- Fly All Ways
- Gum Air
- Kuyake Aviation
- SLM (Surinam Airways)

## Overig

### Afghanistan
- Ariana Afghan Airlines
- Bakhtar Afghan Airlines (1967-1988)
- Balkh Airlines
- Kam Air
- Khyber Afghan Airlines
- Marcopolo Airways (2003-2004)
- Pamir Airways (1994-2011)
- Safi Airways

### Albanië
- Ada Air (1991-2007)
- Albanian Airlines (1991-2011)
- Albanian Airways
- Albatros Airways (2004-2006)
- Albawings
- Belle Air
- Tafa Air (2009-2010)

### Algerije
- Air Algérie
- Air Express Algeria
- Antinea Airlines (1999-2003)
- Ecoair International (1999-2002)
- Inter Air (opgeheven)
- Khalifa Airways (1999-2003)
- Sahara Airlines (1998-?)
- Star Aviation
- Tassili Airlines

### Angola
- Aeronautica
- Aerojet
- Aero Tropical (1996-1999)
- Airjet Exploração Aérea de Carga
- Air Gemini
- Air Gigango
- Air Jet
- Air Neva
- Air26
- Alada
- Angola Air Charter
- Angola Air Services
- Diexim
- Etram Air Wing
- Gira Globo Aeronautica
- Heli Malongo Airways
- Heliang
- Mavewa
- Rui & Conceição
- Servisair
- Sociedade de Aviação Ligeira
- Sonair
- TAAG Angola Airlines
- Transafrik International

### Antigua en Barbuda
- Aerowings (2001-2004)
- Carib Aviation (1972-2008)
- Caribbean Helicopters
- Caribbean Star Airlines (2001-2007)
- LIAT (1974-2024)

### Argentinië
- Aerochaco
- Aerolíneas Argentinas
- Aeroposta Argentina (1929-?)
- Aero VIP (1999-2004; 2009-2010)
- American Falcon (1995-2004)
- Andes Líneas Aéreas
- Austral
- Baires Fly
- CATA Línea Aérea (1986-2006)
- Dinar Líneas Aéreas (1992-2002)
- Flybondi
- LADE (Líneas Aéreas del Estado)
- LAN Argentina
- Líneas Aereas Federales
- Líneas Aéreas Privadas Argentinas (1977-2003)
- Seal Líneas Aéreas (opgeheven)
- Servicios de Transportes Aereos Fueguinos (1985-2005)
- Silver Sky Airlines (2006-2008)
- Sol Líneas Aéreas
- Southern Winds Airlines (1996-2005)
- Transporte Aéreo Rioplatense (1969-1989)

### Armenië
- Air Armenia
- Air Dilijans
- Air-Van Airlines (2003-2005)
- Ararat International Airlines
- Arax Airlines (1995-1999)
- Armavia (1996-2013)
- Armenia Airways
- Armenian Airlines (1993-2003)
- Armenian International Airways (2002-2005)
- Atlantis European Airways
- Blue Sky Airlines (2003-2008)
- Click Airways International
- Fly Arna
- FlyOne Armenia
- Jupiter-Avia (1998-2002)
- Phoenix Avia
- South Airlines
- Vertir Airlines
- Veteran Airlines
- Yerevan-Avia (1992-2009)

### Australië
- Aboriginal Air Services (opgeheven)
- Aeropelican Air Services
- Aero-Tropics Air Services (1995-2008)
- Aircruising Australia
- Airlines of New South Wales (1959-1993)
- Airlines of South Australia (1959-1986)
- Airlines of South Australia (1987-2005)
- Airlines of Tasmania
- Air Australia (2008-2012)
- Air Link
- Airnorth
- Air Queensland (1951-1988)
- Airtex Aviation
- Air Whitsunday
- Alliance Airlines
- Ansett Australia (1936-2002)
- Asian Express Airlines
- Aus-Air
- Australia Asia Airlines (1990-1996)
- Australian Air Express
- Australian Airlines (2001-2006)
- Australian National Airways (1936-1957)
- Backpackers Express (2003-2005)
- Big Sky Express (2004-2006)
- Brindabella Airlines
- British Commonwealth Pacific Airlines (1946-1954)
- Butler Air Transport (1934-1959)
- Central Eagle Aviation
- Cobham Aviation Services Australia
- Compass Airlines (1990-1993)
- Connellan Airways (1943-1980)
- de Bruin Air
- Eastern Australia Airlines
- Eastland Air (opgeheven)
- East-West Airlines (1947-1993)
- Eco Airlines (2004-2005)
- Emu Airways (1970-2005)
- Express Freighters Australia
- Flight West Airlines (1987-2002)
- Global Air (1997-2005)
- Hazelton Airlines (1953-2001)
- HeavyLift Cargo Airlines
- Hinterland Aviation
- Horizon Airlines (?-2004)
- Impulse Airlines (1992-2001)
- Inland Pacific Air
- Jetcraft Aviation
- Jetstar Airways
- Kendell Airlines (1967-2001)
- King Island Airlines
- Macair Airlines (1992-2009)
- Maroomba Airlines
- MacRobertson Miller Airlines (1927-1981)
- Mission Aviation Fellowship
- National Jet Systems
- Network Aviation
- Norfolk Island Airlines (1973-?)
- Northwest Regional Airlines
- O'Connor Airlines (1973-2007)
- OzJet (2005-2009)
- Pacific Air Express
- Pearl Aviation
- Pel-Air
- Qantas
- Queensland Pacific Airlines (1988-1991)
- Queensland Pacific Airways (1971-1972)
- Queensland Regional Airlines (2003-2007)
- Regional Express Airlines
- Regional Pacific Airlines (2001-2010)
- Renaissance Air
- Rex
- Rossair
- Seair Pacific
- Sharp Airlines
- Shoal Air
- Skippers Aviation
- SkyAirWorld (2006-2009)
- Skytraders
- Skytrans Airlines
- Skywest
- Sunshine Express Airlines
- Sunstate Airlines
- Sydney Seaplanes
- Tasair (1965-2012)
- Tasman Cargo Airlines
- Tiger Airways Australia
- Transair (?-2006)
- Trans Australia Airlines (1946-1996)
- Toll Aviation
- Toll Priority
- V Australia (2007-2011)
- Virgin Australia
- Virgin Samoa
- West Australian Airways (1921-1936)

### Azerbeidzjan
- Azal Avia Cargo
- Azerbaijan Airlines
- Imair (1994-2009)
- Silk Way Airlines
- Sky Wind
- SW Business Aviation
- Turan Air

### Bahama's
- Abaco Air
- Bahamasair
- Cherokee Air
- Flamingo Air
- Golden Wings Charters
- Pineapple Air
- SkyBahamas Airlines
- Southern Air Charter
- Western Air

### Bahrein
- Bahrain Air (2007-2013)
- DHL International Aviation ME
- Gulf Air
- Gulf Traveller (2003-2007)

### Bangladesh
- Air Bangladesh (2000-2005)
- Biman Bangladesh
- Best Aviation
- Bismillah Airlines
- GMG Airlines
- Regent Airways
- Royal Bengal Airline
- Sky Capital Airlines
- United Airways
- US-Bangla Airlines
- Zoom Airways

### Barbados
- REDjet
- Trans Island Air 2000 (1982-2004)

### Belize
- Maya Island Air
- Tropic Air

### Benin
- Aero Benin (2002-2006)
- Afric'Air Charter (2002-2004)
- African Airways
- Afrique Airlines (2002-2006)
- Alafia Jet
- Benin Golf Air
- Benin Littoral Airways
- Cotair
- Royal Air
- Trans Air Benin (1983-1989)
- West African Airlines (2003-2004)
- Zircon Airways Benin (2001-2002)

### Bhutan
- Drukair
- Tashi Air

### Bolivia
- Aerocon
- AeroSur (1992-2012)
- Boliviana de Aviación
- Línea Aérea Amaszonas
- Lloyd Aereo Boliviano (1925-2010)
- Northeast Bolivian Airlines
- TAM - Transporte Aereo Militar
- Transportes Aéreos Bolivianos

### Bosnië en Herzegovina
- Air Srpska (1999-2003)
- Arnoro (2004-2006)
- B&H Airlines
- Bosnia Airlines
- FlyBosnia (2004-2004)
- Icar Air

### Botswana
- Air Botswana
- Bechuanaland National Airways (1965-1966)
- Botswana National Airways (1966-1971)
- Mack Air
- Wilderness Air

### Brazilië
- Abaeté Linhas Aéreas
- ABSA Cargo Airline
- Aero Geral (1941-1952)
- Aerolloyd Iguassu (1933-1939)
- Aeronorte (1949-1961)
- Aerovias Brasil (1942-1961)
- Aerovias Minas Gerais (1944-1949)
- Air Minas Linhas Aéreas (2002-2010)
- Air Vias (1993-1995)
- América Air Linhas Aéreas
- ATA Brasil (2001-2006)
- Avianca Brazil
- Azul
- BETA Cargo
- Brasmex – Brasil Minas Express (2001-2004)
- BRA Transportes Aéreos
- Central Aérea Limitada (1948-1955)
- Companhia Itaú de Transportes Aéreos (1947-1956)
- Companhia Meridional de Transportes (1944-1946)
- Condor Syndikat (1924-1927)
- Cruiser Linhas Aéreas
- ETA – Empresa de Transporte Aéreo (1928-1929)
- Flex Linhas Aéreas (2006-2010)
- Fly Linhas Aéreas (1995-2003)
- Gensa
- Global Táxi Aéreo
- Gol Transportes Aéreos
- Itapemirim Transportes Aéreos
- JetSul
- LATAM
- Líder Aviação
- Linhas Aéreas Brasileiras (1945-1948)
- Linha Aérea Transcontinental Brasileira (1944-1951)
- Linhas Aéreas Natal (1946-1950)
- Linhas Aéreas Paulistas – LAP (1943-1951)
- Linhas Aéreas Wright (1947-1948)
- Litorânea (opgeheven)
- Lóide Aéreo Nacional (1947-1962)
- Mais Linhas Aéreas
- Manaus Aerotáxi
- Master Top Airlines
- Meta Linhas Aéreas
- NAB – Navegação Aérea Brasileira (1940-1961)
- Nacional Transportes Aéreos (2000-2002)
- NHT Linhas Aéreas
- Noar Linhas Aéreas
- Nordeste Linhas Aéreas Regionais (1976-1995)
- OceanAir (1998-2010)
- Organização Mineira de Transportes Aéreos (1946-1957)
- Panair do Brasil (1929-1965)
- Pantanal Linhas Aéreas
- Paraense Transportes Aéreos (1952-1970)
- Passaredo Linhas Aéreas
- Pena Transportes Aéreos (1995-2005)
- PENTA - Pena Transportes Aéreos (1995-2005)
- Presidente Transportes Aéreos (1996-2001)
- Promodal Transportes Aéreos (2003-2004)
- Puma Air
- Real Transportes Aéreos (1945-1961)
- Rico Linhas Aéreas (1996-2010)
- Rio Linhas Aéreas
- Rio Sul Servicios Aéreos Regionais (1976-2002)
- SAVAG – Sociedade Anônima Viação Aérea Gaúcha (1946-1966)
- Serviços Aéreos Cruzeiro do Sul (1927-1993)
- SETE Linhas Aéreas
- Sideral Linhas Aéreas
- Skymaster Airlines
- Sol Linhas Aéreas
- TABA – Transportes Aéreos da Bacia Amazônica (1976-1999)
- TABA – Transportes Aéreos Bandeirantes (1945-1950)
- TAC – Transportes Aéreos Catarinense (1947-1966)
- TAF Linhas Aéreas
- TAM Linhas Aéreas
- TAM Aviação Executiva
- TAS – Transportes Aéreos Salvador (1949-1962)
- Tavaj Linhas Aéreas (1994-2004)
- TEAM Linhas Aéreas
- Total Linhas Aéreas
- Transbrasil (1955-2001)
- Transportes Aéreos Nacional (1946-1961)
- Transportes Aéreos Sul-Americanos (1948-1949)
- Transportes Charter do Brasil
- TRIP Linhas Aéreas
- Universal Transportes Aéreos (1947-1948)
- Varig (1927-2006)
- Varig Logística (2000-2012)
- VASD – Viação Aérea Santos Dumont (1944-1952)
- VASP (1933-2005)
- Viabras (1946-1953)
- Viação Aérea Bahiana (1945-1948)
- Viação Aérea Arco-Íris (1945-1948)
- Voepass Linhas Aéreas
- WebJet Linhas Aéreas
- Whitejets

### Brunei
- Royal Brunei

### Bulgarije
- Air Lazur
- Air Sofia (1992-2007)
- Air Via
- Aviostart
- Balkan Bulgarian Airlines (1968-2002)
- BH Air
- Bright Aviation Services (2001-2007)
- Bulgaria Air
- Bulgarian Air Charter
- Bunavad (1927-1930)
- Cargoair
- Heli Air
- Hemus Air (1999-2010)
- Inter Trans Air
- Jes Air (1991-1992)
- Scorpion Air
- Vega Airlines (1997-2007)
- Viaggio Air (2002-2007)
- Wizz Air Bulgaria (2006-2011)

### Burkina Faso
- Air Burkina
- Burkina Airlines (2003-2006)
- Celestair
- Faso Airways
- Naganagani (1984-1992)

### Burundi
- Air Burundi
- City Connexion Airlines
- Royal Air Burundi
- Volga Atlantic Aviation

### Cambodja
- Air Cambodia
- Angkor Airways (2004-2008)
- Cambodia Airlines
- First Cambodia Airlines (2004)
- Kampuchea Airlines (1997-2004)
- Mekong Airlines (2003)
- President Airlines (2003-2004)
- PMT Airlines (2003-2008)
- Royal Air Cambodge (1994-2001)
- Royal Khmer Airlines (2000-2007)
- Royal Phnom Penh Airways (1999-2004)
- Siem Reap Airways (2000-2008)

### Canada
- Air Canada
- Air Canada Jazz
- Air Canada Jetz
- Air Creebec
- Air Georgian
- Air Inuit
- Air Labrador
- Air Mikisew
- Air North
- Air Nunavut
- Air Saguenay
- Air Satellite (1968-2008)
- Air Tindi
- Air Transat
- Aklak Air
- Alberta Citylink
- AllCanada Express (1992-2005)
- Alta Flights
- Bar XH Air
- Bearskin Airlines
- Bradley Air Services
- Buffalo Airways
- Calm Air
- Canadian Metro Airlines (1938-1975; 2002-2009)
- Canadian North
- CanJet (2000-2015)
- Cargojet Airways
- Central Mountain Air
- Corporate Express Airlines (1975-2009)
- First Air
- Harbour Air
- Harmony Airways (2002-2007)
- Hawkair
- HeliJet
- Innu Mikun Airlines
- KD Air
- Kelowna Flightcraft Air Charter
- Kenn Borek Air
- Keystone Air Service
- Kivalliq Air
- Knighthawk Air Express (1993-2005)
- Lakeland Aviation
- Morningstar Air Express
- Nolinor Aviation
- Northwestern Air
- Pacific Coastal Airlines
- PAL Airlines
- Perimeter Airlines
- Prince Edward Air
- Queen Charlotte Airlines (1943-1955)
- QuikAir (2001-2006)
- Regency Express
- Regional 1 Airlines
- Skyservice (1986-2010)
- Summit Air
- Sunwest Home Aviation
- Transwest Air
- Voyageur Airways
- Wardair (1953-1989)
- Wasaya Airways
- West Coast Air
- Westex
- WestJet
- West Wind Aviation
- Zoom Airlines (2002-2008)

### Chili
- Aerocardal
- Aerochile (1996-1996)
- Aero Continente Chile (1999-2002)
- AeroEjecutiva
- Aeronor Chile (opgeheven)
- Aerovias DAP
- Air Comet Chile (2004-2008)
- Avant Airlines (1997-2001)
- Alpine Air Express Chile
- DAP Helicópteros
- JetSmart
- Ladeco (1958-1996)
- LAN Airlines
- LAN Cargo
- LAN Express
- LATAM Chile
- Líneas Aéreas Nacionales
- PAL Airlines (2009-2014)
- Sky Airline

### China
- Air China
- Air China Cargo
- Air Great Wall (overgenomen door China Eastern Airlines in 2000)
- Air Guizhou
- CAAC (1949-1991, luchtvaartmaatschappij van de Rijksluchtvaartdienst van China, opgeheven. De CAAC voert nu nog alleen administratieve taken uit.)
- Chang'an Airlines (1992-2007)
- China Cargo Airlines
- China Eastern Airlines
- China Express Airlines
- China General Aviation (?-1997)
- China National Aviation Corporation (1929-1949)
- China Northern Airlines (1990-2002; gefuseerd met China Southern Airlines)
- China Northwest Airlines (1989-2002; gefuseerd met China Eastern Airlines)
- China Postal Airlines
- China Southern Airlines
- China Southwest Airlines (1987-2002; overgenomen door Air China)
- China United Airlines
- China Xinhua Airlines (1992-2007)
- China Xinjiang Airlines (1985-2003; gefuseerd met China Southern Airlines)
- China Yunnan Airlines (?-2003; gefuseerd met China Eastern Airlines)
- Deer Jet Airlines
- East Star Airlines (2005-2009)
- Eurasia (1930-1942)
- Great Wall Airlines (2005-2011)
- Hainan Airlines
- Huaxia Airlines = China Express Airlines
- Jade Cargo International (2004-2011)
- Juneyao Airlines
- Lucky Air
- Manchurian Air Transport
- Okay Airways
- Shandong Airlines
- Shanghai Airlines
- Shanghai Airlines Cargo International
- Shanxi Airlines (1988-2001)
- Shenzhen Airlines
- Sichuan Airlines
- Spring Airlines
- United Eagle Airlines (2004-2010)
- Wuhan Airlines (?-2003; overgenomen door China Eastern Airlines)
- Xiamen Airlines
- Yangtze River Express Airlines
- Zhejiang Airlines (?-2004; overgenomen door Air China)
- Zhongyuan Airlines (1986-2000; overgenomen door China Southern Airlines)

#### Hongkong
- Air Hong Kong
- Cathay Pacific
- CR Airways(2001-2006)
- Dragonair
- Hong Kong Airlines
- Hong Kong Express
- Oasis Hong Kong Airlines (2005-2008)

#### Macau
- Air Macau
- JetAsia
- Viva Macau (2005-2010)

#### Autonome Regio Tibet
- Tibet Airlines

### Colombia
- Aerolineas de Antioquia
- AeroRepública (1992-2010)
- Aerosucre Colombia
- Aerotaca (1965-2005)
- Aires Colombia
- APSA - Aeroexpreso Bogota
- Avianca
- Intercontinental de Aviacion (1965-2005)
- LATAM Colombia
- Lineas Aereas Suramericanas
- SAM Colombia (1945-2010)
- SATENA
- Searca Colombia
- TAMPA Cargo (1973-2013)
- West Caribbean Airways (1998-2005)
- Wingo

### Comoren
- Air Comores International
- Comores Air Services
- Comores Aviation
- Complex Airways
- Grand Comores
- Ocean Airlines

### Congo-Brazzaville
- Aero Freight Partner
- Aéro-Frêt Business
- Aero-Service
- Air Atlantic Congo
- Canadian Airways Congo
- Equatorial Congo Airlines
- Lina Congo
- Trans Air Congo
- Natalco Airlines

### Congo-Kinshasa
- Africa One Cargo (2002-2007)
- Air Boyoma
- Air Kasaï
- Air Navette
- Air Tropiques
- Aviatrade Congo
- Bravo Air Congo (2006-2008)
- Business Aviation (1998-2007)
- Cetraca Aviation Service
- Compagnie Africaine d'Aviation
- Congo Airlines (opgeheven)
- Congo Airways
- Co-Za Airways
- El Sam Airlift
- Flight Express
- Great Lakes Business Company
- Groupe Rubuye Aviation
- Hewa Bora Airways (1994-2011)
- Kavatsi Airlines
- Kin Avia
- Korongo Airlines (2012-2015)
- Lignes Aeriennes Congolaises
- Malift Air
- Malu Aviation
- Mango Airlines (Congo)
- Mango Airlines (Zuid-Afrika)
- Service Air (Congo)
- Trans Air Cargo Services
- Wimbi Dira Airways

### Costa Rica
- Aero Costa Rica (1992-1997)
- Air Charter Service
- Air Costa Rica
- Avianca Costa Rica
- Aviones Taxi Aereo
- Costa Rica Green Airways
- SANSA
- Taxi Aéreo Centroamericano
- Volaris Costa Rica

### Cuba
- Aero Caribbean
- Aerogaviota
- Aerotaxi
- Aerovaradero
- Cubana de Aviación

### Cyprus
- Aerotrans Airlines (opgeheven)
- Cyprus Airways (1947-2015)
- Cyprus Airways
- Cyprus Turkish Airlines (1974-2010)
- Eurocypria Airlines (1992-2010)
- Helios Airways (1998-2006)

### Denemarken
- Air Alsie
- Cimber Sterling (2009-2012)
- Copenhagen Air Taxi
- DAT - Danish Air Transport
- Maersk Air (1969-2005)
- Sterling Airlines (1962-2008)
- Sun Air of Scandinavia

#### Faeröer
- Atlantic Airways

#### Groenland
- Air Greenland

### Djibouti
- Air Djibouti (1963-2002)
- Daallo Airlines
- Djibouti Airlines (1996-2009)
- Silver Air

### Dominicaanse Republiek
- Aero Continente Dominicana (2001-2003)
- Air Century
- Air Santo Domingo (1996-2005)
- Caribair (1983-2010)
- Dominair (?-2007)
- LAN Dominicana
- Queen Air (1998-1999)
- Servicios Aéreos Profesionales
- Sky High Aviation Services

### Duitsland
- ACM Air Charter
- Aero Business Charter
- Aero Dienst
- Aero Flight (2004-2005)
- Aero Lloyd (1979-2003)
- Aeroline
- Air Berlin (1978-2017)
- Air City
- air-taxi europe
- Arcus-Air Logistic
- Augsburg Airways (1980-2013)
- Avanti Air
- Blue Wings (2002-2010)
- Cirrus Airlines (1995-2012)
- Comfort Air
- Condor Flugdienst
- Contact Air (1974-2012)
- Dau Air (2005-2006)
- Dba (1992-2008)
- DELAG (1909-1935)
- Deutsche Zeppelin-Reederei GmbH
- Elbe Air (opgeheven)
- European Air Express (1999-2007)
- Eurowings
- FAI Air Service
- FLM Aviation
- Germania
- Germanwings
- Hahn Air
- Hamburg Airways (2011-2014)
- Hamburg International (1998-2010)
- Hapagfly (2005-2007)
- Hapag-Lloyd Express (2002-2007)
- Interflug (1958-1991)
- LFH - Luftverkehr Friesland Harle
- LGW - Luftfahrtgesellschaft Walter
- LTU (1955-2007)
- Lufthansa
  - Lufthansa Cargo
  - Lufthansa CityLine
- Lufttaxi Fluggesellschaft (opgeheven)
- MSR Flug-Charter (?-2008)
- Ostfriesische Lufttransport (1958-2013)
- Phoenix Air
- Private Wings Flugcharter
- Rheinair
- Stuttgarter Flugdienst
- Taunus Air
- TUI fly
- Vibroair
- WDL Aviation
- Windrose Air

### Ecuador
- Aerogal
- Avianca Ecuador
- Icaro Air
- LAN Ecuador
- LATAM Ecuador
- SAEREO
- TAME

### Egypte
- Air Cairo
- Air Cargo Egypt (opgeheven)
- Air Memphis
- Air Sinai
- Alexandria Airways
- AMC Aviation
- Arabia - Arab International Airlines (1979-1981)
- Cairo Aviation
- EgyptAir
- Egyptair Cargo
- EgyptAir Express
- EuroMediterranean Airline
- Flash Airlines (2001-2004)
- Koral Blue (2006-2011)
- Lotus Air (1997-2011)
- North African Airways (1980-1989)
- Orca Air (1996-2002)
- Pan Egypt International (opgeheven)
- Petroleum Air Services
- Scorpio Aviation (1980-2002)
- Shorouk Air (1992-2003)
- Sun Air
- Tristar Air
- ZAS Airlines (1982-1995)

### El Salvador
- Avianca El Salvador
- TACA
- Volaris El Salvador

### Estland
- Aero Airlines (2000-2008)
- Air Livonia (1997-2006)
- Airest (2002-)
- Avies (1991-2016)
- Enimex (1994-2008)
- Estonian Air (1991-2015)
- Nordica (2015-)
- Smartlynx Airlines Estonia (2013-)

### Equatoriaal-Guinea
- Aerolíneas de Guinea Ecuatorial (2003-2004)
- Air Guinea Cargo (2004-2006)
- Avirex Guinée Equatoriale (?-2006)
- Ceiba Intercontinental
- Cronos Airlines
- Ecuato Guineana de Aviación
- Egams
- Equatair (2004-2006)
- Euroguineana De Aviacion Y Transportes
- GEASA
- General Works Aviación
- GETRA
- Guinea Airways
- Jetline International
- Star Equatorial Airlines
- UTAGE

### Eritrea
- Eritrean Airlines
- NasAir
- Red Sea Air (opgeheven)

### Ethiopië
- Ethiopian Airlines

### Fiji
- Air Fiji (1967-2009)
- Air Pacific
- Fiji Airways
- Sun Air

### Filipijnen
- Aboitiz Air (1988-1997)
- Air Philippines (1995-2010)
- Zest Airways (2008-2013)
- Asia Overnight Express
- A Soriano Aviation
- Air Link International Airways
- Cebu Pacific
- Interisland Airlines
- Laoag International Airlines (1995-2006)
- Pacificair
- Pacific East Asia Cargo Airlines
- Philippine Airlines
- South East Asian Airlines

### Finland
- Air Finland (2002-2012)
- Blue1 (1987-2012)
- Copterline (2002-2010)
- Finnair
- Finncomm Airlines (1993-2011)
- Soder Airlines (2003-2006)

### Frankrijk
- Aero Charter DARTA
- Aero Services Executive
- Aigle Azur
- Air France
- Air Horizons (2004-2005)
- Airlinair
- Air Lorient (1974-19860
- Air Mediterranee (1997-2016)
- Air Orient (1929-1933)
- AlsaceExcel (2004-2005)
- Axis Airways (2001-2006)
- Blue Line (2002-2010)
- Brit Air
- CCM Airlines (1989-2010)
- Champagne Airlines (1998-2005)
- Corsair International
- Eagle Aviation France (1998-2009)
- Eurojet Airlines (2003-2004)
- Finist'air
- Flandre Air (1977-2001)
- Flywest (2004-2005)
- Hex'Air
- L'Avion (2006-2009)
- Ocean Airways
- Octavia Airlines
- Proteus Airlines (1986-2001)
- Régional Compagnie Aérienne Européenne (1992-2013)
- Regional Airlines (1992-2001)
- Star Airlines
- Sud Airlines (?-2008)
- Transavia France
- Twin Jet

#### Frans-Guyana
- Air Guyane

#### Frans-Polynesië
- Air Moorea
- Air Tahiti
- Air Tahiti Nui
- Wan Air

#### Guadeloupe
- Air Antilles
- Air Caraïbes

#### Nieuw-Caledonië
- Air Calédonie
- Aircalin

#### Réunion
- Air Austral
- Air Bourbon (2002-2004)

#### Saint-Barthélemy
- St Barth Commuter

#### Saint-Pierre en Miquelon
- Air Saint-Pierre

### Gabon
- Air Affaires Gabon
- Air Excellence (2002-2006)
- Air Gabon (1974-2006)
- Air Max-Gabon (2002-2005)
- Air Service Gabon (1995-2010)
- Avirex Gabon
- Compagnie Aérienne Gabonaise (1951-1968, naamswijziging in Air Gabon)
- Gabon Airlines
- Gabon Airlines Cargo
- Gabon Express (1988-2004)
- Nationale Regionale Transport
- Trans Gabon (1968-1974)

### Gambia
- Afrinat International Airlines (2002-2004)
- Gambia International Airlines (1996-2007)
- Slok Air Gambia

### Georgië
- Georgian Airways
- Sakaviaservice (1998-2001)
- Sky Georgia en voorlopers (1998-2012)
- TAM Air (2003-2010)
- Transaviaservice (1995-medio 2011)
- Vanilla Sky
- VIP-Avia (2005-2008)

### Ghana
- Aerogem Cargo
- Afra Airlines (2003-2005)
- Antrak Air Ghana
- Cargoplus Aviation (1989-2007)
- CTK - CiTylinK
- Ghana Airways (1958-2004)
- Ghana International Airlines (2005-2010)
- Johnsons Air
- MK Airlines (1990-2010)

### Griekenland
- Aegean Airlines
- Aeroland Airways
- Air Go Airlines
- Air Miles
- AirSea Lines (2004-2009)
- Alexandair (2005-2007)
- Astra Airlines
- Athens Airways (2008-2010)
- Aviator Airways
- Blue Star Airlines
- EuroAir (1995-2009)
- GainJet Aviation
- Hellas Jet (2002-2010)
- Hellenic Imperial Airways
- Interjet
- K2 SmartJets
- Mediterranean Air Freight
- Olympic Air
- Olympic Airlines (1957-2009)
- Sky Express
- Sky Wings (2006-2013)

### Guatemala
- Avianca Guatemala
- Aviones Comerciales de Guatemala (Avcom)
- Guatemala-Inter
- Mayan World Airlines (opgeheven)
- TACA
- Tikal Jets Airlines (1992-2006)

### Guinee
- Air Guinee (1960-2002)
- Air Guinee Express (opgeheven)
- Guinee Airlines (1999-1999)

### Guinee-Bissau
- Astravia - Bissau Air Transports
- Guiné Bissau Airlines (opgeheven)
- Transports Aériens de La Guinee-Bissau
- Transportes Aéreos de Guinee-Bissau (opgeheven)

### Guyana
- Guyana Airways (1939-2001)
- Trans Guyana Airways
- Universal Airlines (2001-2005)

### Haïti
- Air D'Ayiti (1997-1999)
- Air Haiti (1969-1982)
- Haiti Trans Air (1987-1995)
- Pearl Airways (opgeheven)
- Salsa d'Haiti
- Sunrise Airways
- Tortug' Air
- Tropical Airways (?-2006)

### Honduras
- AeroCaribe de Honduras
- AeroHonduras (2002-2005)
- Aerolineas Sosa
- Atlantic Airlines de Honduras (2001-2008)
- Central American Airways
- CM Airlines
- EasySky
- Islena Airlines
- Lanhsa Airlines
- SAHSA (1944-1993)
- Sol Air
- TACA

### Hongarije
- ABC Air Hungary (opgeheven)
- Atlant-Hungary Airlines
- Aviaexpress (opgeheven)
- Budapest Aircraft Services
- CityLine Hungary
- Farnair Hungary
- MALÉRT (1922-1944)
- Malév Hungarian Airlines (1946-2012)
- SkyEurope Airlines Hungary (2001-2007)
- Travel Service
- Wizz Air

### Ierland
- Aer Arann (1969-2014)
- Aer Lingus
- Aer Lingus Regional
- Air Contractors (1972-2015)
- Cityjet
- Eirjet (2004-2006)
- Ryanair
- Skynet Airlines
- Starair

### IJsland
- Air Atlanta Icelandic
- Air Iceland
- Atlandic Island Air (opgeheven)
- Bluebird Cargo
- Eagle Air Iceland
- Flugfélag Vestmannaeyja (1983-2010)
- Icelandair
- Iceland Express (2002-2012)
- Islandsflug (1991-2005)
- JetX Airlines
- Landsflug (opgeheven)
- Loftleiðir (1944-1979)
- WOW air

### India
- Air Deccan (2003-2007)
- Air India
- Air India Express
- Air Sahara (2000-2007)
- Akasa Air
- Alliance Air
- Archana Airways (1991-1999)
- Aryan Cargo Express (opgeheven)
- Blue Dart Aviation
- Crescent Air Cargo (2004-2006)
- Damania Airways (1993-1997)
- Darbhanga Aviations (1950-1962)
- East-West Airlines (1992-1996)
- First Flight Couriers
- GoAir
- Gujarat Airways (opgeheven)
- Himalayan Aviation (1948-1953)
- Indian Airlines (1973-2007)
- Indian National Airways Ltd (1933-1953)
- IndiGo
- Indus Air (2004-2007)
- Jet Airways (1992-2019)
- Kalinga Airlines (1946-1953)
- Kingfisher Airlines (2005-2013)
- MDLR Airlines (2007-2009)
- ModiLuft (1993-1996)
- NEPC Airlines (opgeheven)
- Paramount Airlines (2005-2010)
- Sahara Airlines (opgeheven)
- SpiceJet
- Tata Airlines (1933-1946)
- Transportes Aéreos da Índia Portuguesa (1955-1961)
- Vaydoot (1981-1997)
- Visa Airways

### Indonesië
- Adam Air (2002-2008)
- Aero Nusantara Indonesia
- Air Efata (2006-2007)
- Airfast Indonesia
- Airmark Indonesia
- Air Paradise (2002-2005)
- Air Regional
- Asia Avia Airlines (2003-2007)
- Awair (2000-2005)
- Bali Air (1973-2006)
- Batavia Air (2001-2013)
- Bouraq Airlines (1970-2005)
- Citilink Express
- Deraya Air Taxi
- Dirgantara Air Services (1971-2009)
- Eastindo
- Efata Papua Airlines (2004-2006)
- Ekspres Air
- Garuda Indonesia
- Indonesia AirAsia
- Indonesia Air Transport
- Indonesian Airlines (1999-2007)
- Jatayu Airlines (2000-2007)
- Kalstar
- Kartika Airlines (2001-2010)
- KNILM (1928-1947)
- De Kroonduif (1955-1963)
- Linus Airways (2008-2009)
- Lion Air
- PT Lion Mentari Airlines
- Lorena Airlines (2007-2009)
- Mandala Airlines (1969-2011)
- Megantara Air (2007-2009)
- Merpati Nusantara Airlines
- Nurman Avia (1997-2007)
- Pelita Air Service
- Republic Express Airlines
- Riau Airlines (2002-2012)
- Sabang Merauke Raya Air Charter
- Sempati Air (1968-1998)
- Sempati Air Transport (1968-1998; vanaf 1994 als Sempati Air)
- Seulawah Nad Air (2002-2003)
- Susi Air
- Sriwijaya Air
- Top Air (opgeheven)
- Transwisata Airlines
- Travira Air
- Trigana Air Service
- Tri-MG Airlines
- Wings Air
- Xpressair

### Irak
- Air Kurdistan
- Azmar Airline
- Iraqi Airways
- Ishtar Airlines (2005-2009)
- Korek Airlines (2006-2006)
- Kurdistan Airlines (2005-2010)
- Mesopotamia Air (2006-2008)
- Sawan Airline (2005-2006)

### Iran
- Aban Air
- Aria Air (1999-2013)
- Caspian Airlines
- Iran Air
- Iranair Tours
- Iran Aseman Airlines
- Iranian Air Transport
- Kish Air
- Mahan Air
- Naft Air Lines
- Parsair
- Payam Air
- Qeshm Air (1993-2008)
- Safiran Airlines
- Saha Airlines
- Saha Air Cargo
- Simorgh Airlines

### Israël
- Aeroel Airways (opgeheven)
- Arab Airways Association (opgeheven)
- Arkia Israeli Airlines
- Ayit Aviation and Tourism
- CAL Cargo Air Lines
- Chim-Nir Aviation
- El Al Israel Airlines
- Elrom Airways
- Israir
- Maof (opgeheven)
- Orange Aviation
- Sun d'Or International Airlines (1977-2011)
- Tamir Airways

### Italië
- Aeral (1958-1980)
- Aero Trasporti Italiani (1964-1994)
- Aerolinee Itavia (1958-1981)
- Aertirrena (1966-1975)
- Air Bee (2007-2008)
- Air Dolomiti
- Air Europe
- Air Freedom
- Air Italy (2005-2013)
- Air One
- Air Vallée
- Alidaunia
- Alitalia
  - Alitalia Express (1986-2008)
- Alpi Eagles (1979-2008)
- Blue Panorama Airlines
- Cargoitalia (2005-2011)
- ClubAir (2002-2009)
- Eurofly (1989-2010)
- Eurojet Italia
- Gandalf Airlines (1999-2004)
- ITA Airways
- ItAli Airlines (2003-2011)
- Italy First (1999-2005)
- Livingston Energy Flight (2002-2010)
- Meridiana
- Mistral Air
- MyAir (2004-2009)
- Neos
- Ocean Airlines (2003-2007)
- Panair
- Volare (1997-2008)
- Windjet (2003-2012)

### Ivoorkust
- Air Ivoire (1956-2011)
- Air Afrique (1961-2002)

### Jamaica
- Air Jamaica (1968-2015)
- Air Jamaica Express
- International AirLink

### Japan
- Air Do - Hokkaido International Airlines
- Airtransse
- All Nippon Airways (ANA)
  - Air Central
  - Air Hokkaido (1994-2006)
  - Air Japan
  - Air Next
  - Air Nippon (1974-2010)
  - Air Nippon Network
  - Nippon Cargo Airlines
- Amakusa Airlines
- Ibex Airlines
- Galaxy Airlines
- Japan Airlines International (JAL)
  - Harlequin Air
  - Hokkaido Air System
  - J-Air
  - JAL Express (1997-2014)
  - JALways
  - Japan Air Commuter
  - Japan Asia Airways (1975-2008)
  - Japan Transocean Air
  - Ryukyu Air Commuter
- Jet8
- Kyokushin Air
- New Central Airlines
- Orange Cargo
- Oriental Air Bridge
- Skymark Airlines
- Skynet Asia Airways
- StarFlyer

### Jemen
- Yemenia

### Jordanië
- Air Rum
- Air Universal
- Jordan Aviation
- Royal Jordanian
- Royal Wings Airlines
- Teebah Airlines

### Kaapverdië
- Inter Islands Airlines
- TACV

### Kameroen
- African Lines
- Cameroon Airlines (1971-2008)
- National Airways Cameroon (2005-2009)

### Kazachstan
- Aerotrans
- Aerotur Air
- Air Almaty
- Air Astana
- Almaty Aviation
- Asia Continental Airlines (2002-2010)
- ATMA
- Atyrau Airways (1996-2009)
- Avia Jaynar
- Berkut Aero
- Berkut Air Services
- Berkut State Air Company
- Berkut West
- BGB Air
- Burundai Avia
- Deta Air (2005-2011)
- Don Avia
- East Wing
- Eastern Express
- Euro-Asia Air International
- GST Aero Aircompany
- Irbis Air Company
- Irtysh Avia (1996-2002)
- Kazair West
- Kazaviaspas
- Khozu-Avia
- Kokshetau Airlines (1997-2008)
- Mak Air
- Mega Airlines
- Orient Eagle Airways (1997-2002)
- SAT Airlines
- Sayakhat Air Company
- Scat Air
- Semeiavia
- Skyjet
- Tulpar Air Service (1998-2009)
- Yuzhnaya Aircompany
- Zhetysu Aviakompania
- Zhezhair

### Kenia
- 748 Air Service
- African Express Airways
- African Safari Airways
- Aircraft Leasing Services
- Airkenya Express
- Astral Aviation
- Blue Bird Aviation
- Delta Connection
- East African Safari Air
- Flamingo Airlines (2000-2003)
- Fly540.com
- Jetlink Air
- Kenya Airways
- Knight Aviation
- Regional Air (2000-2003)
- Skyline Aviation
- Sunbird Aviation (naar Airkenya, 1985)
- Trackmark Cargo

### Kiribati
- Air Kiribati
- Air Tungaru (1977-1994)
- Coral Sun Airways

### Kirgizië
- ACI Airlines
- AeroVista Airlines
- Altyn Air
- Anikay Air
- Asia United Airlines
- Botir Avia
- British Glf International Airlines
- Click Airways
- Galaxy Air
- Intal Air
- Inter Trans Avia (2001-2006)
- Itek Air
- KAS Air Company (1999-2002)
- Kyrgyz International Airlines (2001-2002)
- Kyrgyzstan Airlines
- Kyrgyzstan JSC
- Manas Air (2000-2001)
- Phoenix Aviation
- Reem Air
- Skyway Cargo
- Sun Light Airlines
- Tenir Airlines

### Koeweit
- Jazeera Airways
- Kuwait Airways

### Kroatië
- Air Adriatic
- Croatia Airlines
- Dubrovnik Airlines
- Trade Air

### Laos
- Lao Airlines

### Letland
- AirBaltic (1995-)
- Concors (1995-2005)
- Inversija Cargo Airline (1991-)
- KS Avia (2004-)
- Latavio (1992-1996)
- RAF-Avia (1990-)
- SmartLynx Airlines (1993-)
- Transeast Airlines (1993-2001)

### Libanon
- Berytos Airlines
- Flying Carpet
- Lebanese Air Transport
- Menajet
- Middle East Airlines
- Trans Mediterranean Airways

### Liberia
- Air Liberia (1974-1990)
- Bridge Airlines
- Liberia Airways (1997-1997)
- LoneStar Airways (1999-2003)
- Satgur Air Transport (2003-2006)
- Weasua Airtransport

### Libië
- Afriqiyah Airways
- Air Libya Tibesti
- Air One Nine
- Alajnihah Airways
- Buraq Air
- Ghadames Air Transport
- Global Aviation
- Kallat Elsaker Air
- Kingdom of Libya Airlines (opgeheven bij overgang naar republiek)
- Libyan Arab Airlines
- Libyan Arab Air Cargo
- Tobruk Air

### Litouwen
- Air Lithuania (1996-2005)
- Air Lituanica (2013-2015)
- Amber Air (2004-2007)
- Apatas Air (1994-2009)
- Aurela (1996-2013)
- Aviavilsa (1999-2018)
- Avion Express (2005-)
- DAT LT (2003-)
- FlyLAL (1991-2009)
- GetJet Airlines (2016-)
- Grand Cru Airlines (2012-)
- Small Planet Airlines (2007-2018)
- Star1 Airlines (2009-2010)

### Luxemburg
- Cargolux
- Luxair
- Luxaviation

### Madagaskar
- Air Madagascar
- Tiko Air

### Malawi
- Air Malawi

### Maldiven
- Air Equator
- Maldivian Air Taxi
- Trans Maldivian Airways

### Maleisië
- Air Asia
- AJ Air
- Athena Air Services
- Berjaya Air
- Firefly
- Malaysia Airlines
- MASwings
- Transmile Air Services

### Mali
- Air Mali (tot 2009: Compagnie Aérienne du Mali)
- Air Mali International (2002-2003)
- Mali Airways (2004-2004)
- Nas Air (2002-2003)

### Malta
- Air Malta (1924-2024)
- BritishJet
- KM Malta Airlines
- Malta Air
- Medavia

### Marokko
- Air Arabia Maroc
- Air Atlas Express (2002-2003)
- Atlas Blue
- Casa Air Service
- Jet4you
- Mondair
- Regional Air Lines(1996-2008)
- Royal Air Maroc Express
- Royal Air Maroc
- Rmaf International
- Tingair

### Marshalleilanden
- Air Marshall Islands

### Mauritanië
- Air Amder
- Air Maur
- Air Mauritanie
- Al Rida Airways
- Chinguetti Airlines

### Mauritius
- Air Mauritius

### Mexico
- Aero California
- Aero Cuahonte
- Aerolitoral
- Aeromar
- Aeroméxico
- Aeromexico Connect
- Aeromexpress (1990-2011)
- Aeropostal Cargo de Mexico
- Aerounion - Aerotransporte de Carga Union
- Aviacsa
- Click Mexicana
- Estafeta Carga Aerea
- Líneas Aéreas Azteca
- Mexicana
- Servicios Aeronauticos de Oriente
- VivaAerobus
- Volaris

### Moldavië
- Aeriantur
- Aerom
- Aeronord Group
- Air Moldova
- FlyOne
- Grixona
- HiSky
- ICS Air
- Jet Line International
- Jet Stream Airlines
- Moldavian Airlines
- Pecotox Air
- Tandem Aero
- Tepavia Trans (1999-2006)
- Tiramavia
- Valan Air Company

### Monaco
- Heli Air Monaco

### Mongolië
- Aero Mongolia
- MIAT Mongolian Airlines

### Montenegro
- Montenegro Airlines

### Mozambique
- Air Corridor
- LAM - Linhas Aéreas de Moçambique
- Transairways

### Myanmar
- Air Bagan
- Air KBZ
- Air Mandalay
- Air Thanlwin
- Asian Wings Airways
- Mann Yadanarpon Airlines
- Myanma Airways
- Myanmar Airways International

### Namibië
- Aerolift (2003-2006)
- Air Namibia (1946-2021)
- Bay Air Aviation
- FlyNamibia
- Kalahari Express Airlines (1997-2000)
- Namib Air (1978-1991)
- Scenic Air Namibia
- Westair Aviation
- Wings over Africa

### Nauru
- Our Airline (voor 2006: Air Nauru)

### Nepal
- Buddha Air
- Cosmic Air
- Himalayan Airlines
- Necon Air
- Royal Nepal Airlines
- Shree Airlines
- Skyline Airways
- Yeti Airlines

### Nicaragua
- Atlantic Airlines
- Nicaragüense de Aviación (NICA) (opgeheven in 2004 maar heden ten dage nog actief onder en als TACA)

### Noord-Korea
- Air Koryo

### Noord-Macedonië
- Air Macedonia (1992-1994)
- Air Vardar (2003-2004)
- Avioimpex (1999-2002)
- Falcon Airlines (1992-1993)
- Macedonian Airlines
- Macedonian Air Service (1992-1994)
- Meta Aviotransport (1992-1994)
- Palair Macedonian (1991-1996)

### Nieuw-Zeeland
- Air Chathams
- Air Freight NZ
- Air National
- Air Nelson
- Air New Zealand
- Air Post
- Airwork
- Aspiring Air
- Freedom Air
- Origin Pacific Airways

#### Cookeilanden
- Air Rarotonga

### Niger
- Niger Airlines
- Sahel Airlines

### Nigeria
- ADC Airlines (1984-2006)
- Aero Contractors
- Afrijet Airlines (1998-2006)
- Air Nigeria (2002-2003)
- Air Peace
- Albarka Air (1999-2005)
- Al-Dawood Air (2002-2005)
- Allied Air Cargo
- Arik Air
- Associated Aviation
- Bellview Airlines
- Capital Airlines
- Chanchangi Airlines
- Chrome Air Service (1999-2006)
- Dana Air
- Dasab Airlines (2001-2006)
- Earth Airlines (2001-2004)
- EAS Airlines (1993-2006)
- Easy Link Aviation
- Falcon Airlines (opgeheven)
- Freedom Air Services (1998-2005)
- Fresh Air (1999-2006)
- Green Africa
- Ibom Air
- IRS Airlines
- Kabo Air
- Nexus Aviation (opgeheven)
- Nicon Airways
- Nigeria Airlines
- Nigeria Airways (1958-2003)
- Okada Airlines (opgeheven)
- Overland Airways
- Pan African Airlines
- Premium Air Shuttle (1995-2006)
- RiteTime Aviation
- Savanah Airlines (2000-2002)
- Sky Executive Airlines
- Skyline (1999-2003)
- Skypower Express Airways (1985-2007)
- Slok Air (staakte bedrijfsvoering in 2004, naar Slok Air Gambia)
- Sosoliso Airlines (1994-2006)
- ValueJet
- Virgin Nigeria Airways

### Noorwegen
- Bergen Air Transport
- Braathens
- Classic Norway Air
- Coast Air (1975-2008)
- Fonnafly
- Kato Airline
- Norwegian Air Shuttle
- Widerøe

### Oeganda
- DAS Air Cargo (1983-2007)
- Eagle Air
- Pearl Air Services
- Take Air
- Sky Jet Aviation
- Uganda Airlines

### Oekraïne
- Aero Charter Ukraine
- Aeromost-Kharkov
- Aerostar Ukraine
- Aerosvit Airlines
- Aerovis Airlines
- Air Kharkov
- Air Sirin
- Air Ukraine (1991-2004)
- Air Urga
- Antonov Airlines
- ARP 410 Airlines
- AS Aviakompania
- Aviaekspress Airlines
- Azov Avia Airlines (1996-2004)
- Baltika
- Bukovyna Aviation Enterprise
- Business Aviation Center
- Cavok Airlines
- Challenge Aero
- Constanta Airlines
- Crimea Air
- Dniproavia
- DonbassAero
- EuroLine
- Gorlitsa Airlines
- Ilysh-Avia
- ISD Avia
- Khors Aircompany
- Kirovohradavia
- Lugansk Airlines
- Lviv Airlines
- MARS RK
- Motor Sich Aviakompania
- Odessa Airlines
- Podillia-Avia
- Sevastopol-Avia
- South Airlines (Oekraïne)
- Tavrey Air Company
- Ukraine Air Alliance
- Ukraine Air Enterprise
- Ukraine International Airlines
- Ukrainian Cargo Airways
- Ukraine National Airlines
- UM Airlines
- Volare Airlines
- Yuzmashavia

### Oezbekistan
- Avialeasing
- Centrum Air
- Qanot Sharq
- Samarkand Airways
- Silk Avia
- TAPO-Avia
- Uzbekistan Airways

### Oman
- Oman Air
- SalamAir

### Oostenrijk
- Aero Lloyd Austria
- Air Alps
- Air Sylhet
- Amerer Air
- Austrian Air Services (1980-1994)
- Austrian Airlines Group
  - Austrian Airlines
  - Lauda Air
  - Slovak Airlines (1995-2007)
  - Tyrolean Airways
- Austrojet
- Comtel Air
- Fairline (2003-2004)
- InterSky
- Jetalliance
- Lauda
- Lauda Air (1979-2013)
- LTU Austria (2004-2008)
- Mali Air
- MAP Jet
- MJET
- Montana Austria (1975-1981)
- Niki (2003-2017)
- People's Viennaline
- Robin Hood Aviation (2007-2011)
- Smartline
- Styrian Spirit (2003-2006)
- Teamline Air (opgeheven)
- Tyrolean Airways
- Tyrolean Jet Services
- Welcome Air
- Tyrol Air Ambulance
- Cleveair i.o.

### Pakistan
- Aero Asia International
- Airblue
- Bhoja Air (1993-2001)
- Focus Air
- Pakistan International Airlines (PIA)
- Pearl Air (2004-2006)
- SereneAir
- Shaheen Air International

### Palestina
- Palestinian Airlines

### Panama
- Aeroperlas
- Air Services Cargo
- Alas Chiricanas
- Copa Airlines
- Panavia

### Palau
- Aero Belau (opgeheven)
- Belau Air
- PacificFlier
- Palau Micronesia Air (2002-2004)
- Palau Trans Pacific Airlines (2002-2005)

### Papoea-Nieuw-Guinea
- Airlink
- Air Niugini
- Asia Pacific Airline
- PNG Air
- TNT Air Cargo

### Paraguay
- ARPA - Aerolíneas Paraguayas
- Paranair
- TAM Airlines

### Peru
- ATSA Airlines
- Avianca Perú (1999-2020)
- JetSmart Perú
- LATAM Perú
- Sky Airline Perú

### Polen
- Aerogryf
- Bingo Airways
- Buzz
- Centralwings
- Eurolot
- Exin Aviation Operations
- LOT
- OLT Express
- Prima Charter
- Silesian Air
- White Eagle Aviation

### Portugal
- Aerocondor
- Air Luxor (tegenwoordig Hi Fly)
- Azores Airlines
- EuroAtlantic Airways
- Hi Fly
- Portugália
- SATA Air Acores
- SATA International
- TAP Portugal
- Portugalia

### Peru
- Aero Cóndor
- Cielos Airlines
- LAN Perú
- Nuevo Continente
- Star Perú
- TACA Peru
- TANS Perú
- Wayra Peru

### Qatar
- Qatar Airways

### Roemenië
- Acvila Air (1994-2006)
- Angel Airlines
- Blue Air (2004-2023)
- Carpatair
- Chris Air (2005-2005)
- HiSky Europe
- Ion Tiriac Air (1997-2006)
- JetranAir
- MIA Airlines
- Romavia
- Tarom

### Rusland
- Abakan Avia
- Adygheya Avia
- Aerobratsk
- Aeroflot
- Aeroflot Cargo
- Aeroflot Don
- Aeroflot-Nord
- Aerokuzbass
- AeroRent
- Air Bashkortostan
- AirBridgeCargo
- Airlines 400
- Airstars Airways
- Alania Airlines
- Alrosa Avia
- Alrosa Mirny Air Enterprise
- Altai Airlines
- Amur Avia
- Angara Airlines
- Astair Airlines (1998-2005) → Interavia Airlines
- Astrakhan Airlines (1994-2005)
- Atlant-Soyuz Airlines
- ATRAN Cargo Airlines
- Atruvera Aviation
- Avcom
- Aviacon Air Cargo
- Aviaenergo
- Avial NV
- Aviaprad
- Aviast
- Aviastar Airlines
- BAL Bashkirian Airlines (1993-2006)
- Belgorod Air Enterprise
- Blagoveshchensk Airlines
- Bravia (Bryansk Air Enterprise)
- Bugulma Air Enterprise
- Bural
- Bylina
- Centre-Avia Airlines
- Chelyabinsk Airlines
- Chernomor Avia
- Chitaavia
- Chukotavia
- Center-South Airlines
- Chuvashia Airlines
- Continental Airways (1995-2006)
- Daghestan Airlines
- Dalavia Far East Airways
- Dauria
- Dobrolet Airlines
- Domodedovo Airlines
- East Line Airlines (1996-2004) → Russian Sky Airlines
- Elbrus-Avia
- Gazpromavia
- Gromov Air (1995-2006)
- Interavia Airlines
- Izhavia
- Kaliningradavia → KD Avia
- Karat
- Katekavia
- Kavminvodyavia
- KD Avia
- Khantyavia
- Kirov Air Enterprise
- Kogalymavia Airlines
- KomiInteravia
- Koryakavia
- Kosmos Airlines
- KrasAir
- Krylo Airlines
- Kuban Airlines
- Lipetsk Avia
- Magadan Airlines (1992-2006)
- Meridian Air
- Moscowia Airlines
- Nikolaevsk-na-Amure Air Enterprise
- Novgorodavia
- Novosibirsk Air Enterprise
- Omskavia
- Orel Air Enterprise
- Orenburg Airlines
- Perm Airlines
- Petropavlovsk-Kamchatsky Air Enterprise
- Polar Airlines
- Polet Airlines
- Primair
- Pskovavia
- Pulkovo Aviation Enterprise (1932-2006)
- Regional Airlines
- Rossiya Russian Airlines
- Rosneft-Baltika
- RusAir
- Rusline
- Russian Sky Airlines
- Russia State Transport Company (1995-2006)
- Ryazanaviatrans
- S-Air
- Samara Airlines
- Saransk Air Enterprise
- Saratov Airlines
- Saturn Aviakompania
- Sayan Airlines
- SAT Airlines
- Severstal Aircompany
- ShaNS Air
- Sibaviatrans
- Siberia Airlines (1992-2006) → S7 Airlines
- Sirius Aero
- Skol Aviakompania
- SkyExpress
- Specavia
- Sverdlovsk 2nd Air Enterprise
- S7 Airlines
- Tambov Avia
- Tatarstan Airlines
- Tatneftaero
- Tesis Aviation Enterprise
- Tomskavia
- Transaero Airlines
- Transavia Garantia
- Transeuropean Airlines (1996-2000)
- Tura Air Enterprise
- Tuva Arlines
- Ulyanovsk Avia Enterprise
- Ural Airlines
- UT Air
- Vaso Airlines
- Vladikavkaz Air Enterprise
- Volga Aviaexpress
- VIM Airlines
- Vladivostok Avia
- Volga-Dnepr
- Vologda Air
- Voronezhavia (1993-2003)
- Vostok Airlines
- Vyborg Airlines
- Yak Air Service
- Yakutia Airlines
- Yamal Airlines
- Zapolyarye Airlines

### Rwanda
- RwandAir (tot 2009 Rwandair Express)

### Saint Vincent en de Grenadines
- Mustique Airways
- SVG Air

### Samoa
- Polynesian Airlines

### Sao Tomé en Principe
- Air São Tomé e Príncipe
- Goliaf Air
- Transafrik

### Saoedi-Arabië
- Al Khalaya
- Flyadeal
- Flynas
- Sama Airlines
- Saudia

### Senegal
- Air Sénégal International
- Atlantis Airlines
- Transair
- Turbot Air Cargo

### Servië
- Air Maxi
- Air Pink
- Air Serbia
- Air Tomisko
- Air Yugoslavia
- Aviogenex
- Belgrado Air
- Di Air
- JAT Airways
- Kosmas Air (2003-2006)
- Kosova Airlines

### Seychellen
- Air Seychelles
- Orion Air

### Sierra Leone
- Afrik Air Links
- Air Leone
- Bellview Airlines
- Pan African Air Services
- Sky Aviation

### Singapore
- Jetstar Asia Airways
- Scoot
- SilkAir
- Singapore Airlines
- Singapore Airlines Cargo
- Tiger Airways
- Valuair

### Slovenië
- Adria Airways
- Solinair

### Slowakije
- Aero Slovakia
- Air Slovakia
- Air Transport Europe
- Seagle Air
- SkyEurope Airlines
- Slovak Airlines (1995-2007)

### Soedan
- African Transport Trading & Investment Co
- Air West
- Azza Transport
- Badr Airlines
- Marsland Aviation
- Mid Airlines
- Sarit Air Lines
- States Air
- Sudan Airways
- Tarco Aviation

### Salomonseilanden
- Solomon Airlines

### Somalië
- Air Somalia
- Inter-Somalia
- Jubba Airways
- Somali Airlines

### Spanje
- Aerolíneas de Baleares
- Air Andalucia
- AirClass Airways
- Air Europa
- Air Madrid (2003-2006)
- Air Nostrum
- Air Comet
- Alaire Lineas Aereas
- AlbaExel
- Audeli Air
- Binter Canarias
- Bravo Airlines
- Clickair
- Cygnus Air
- Executive Airlines
- FlyAnt
- Futura International Airways
- Gestair
- Hola Airlines
- Iberia Airlines
- Ibertrans Aerea
- Iberia Express
- Iberworld
- Islas Airways
- LagunAir
- LTE International Airways
- Naysa Aerotaxis
- PAN Air
- Plus Ultra
- Privilege Style
- Serair
- Sky Service Aviation
- Spanair
- Swiftair
- Tadair
- Volar Airlines
- Volotea
- Vueling Airlines
- Wamos Air
- World2Fly

### Sri Lanka
- Aero Lanka
- Expo Aviation
- FitsAir
- Lankair
- Peace Air
- Sky Cabs
- SriLankan Airlines

### Swaziland
- Aero Africa
- Airlink Swaziland
- Royal Swazi National Airways
- Swazi Express Airways

### Syrië
- Syrian Air
- Cham Wings

### Taiwan
- China Airlines
- EVA Air
- Far Eastern Air Transport
- Formosa Airlines (1987 - 1999)
- Great China Airlines (1995 - 1998)
- Makung Airlines
- Mandarin Airlines
- Starlux
- Taiwan Airways (staakte bedrijfsvoering in 1998)
- Tigerair Taiwan
- TransAsia Airways
- U-Land Airlines
- Uni Air

### Tanzania
- Air Express Tanzania (2002-2006)
- Air Tanzania
- Coastal Aviation
- Eagle Air
- Precision Air
- Regional Air Services
- ZanAir

### Tadzjikistan
- Somon Air
- Tajik Air (1993-1995)
- Tajikistan Airlines

### Thailand
- Air Andaman (2000-2004)
- Air People International
- Air Phoenix (2007-2009)
- Air Siam (1965-1976)
- Angel Air (1997-2006)
- Bangkok Airways
- Business Air
- Crystal Thai Airlines
- Destination Air Shuttle (opgeheven)
- Happy Air
- Jet Asia Airways
- Kan Air
- K-Mile Air
- Nok Air
- Nok Mini
- One-Two-GO (2003-2010)
- Orient Thai Airlines (1995-2018)
- P.C. Air (opgeheven)
- PB Air (1990-2009)
- Phuket Air
- SkyEyes Airways
- SkyStar Airways (2007-2009)
- Solar Air
- Sunny Airways
- Thai AirAsia
- Thai Air Cargo (2004-2006)
- Thai Airways
- Thai Airways Company (1947-1988)
- Thai Global Airline
- Thai Pacific Airlines (2003-2004)
- ThaiJet (2003-2006)
- Thai Sky Airlines (2004-2006)
- Thai Smile

### Togo
- Africa West Airlines
- Air Togo

### Tonga
- Airlines Tonga
- Peau Vavaʻu = Air Waves of Vavaʻu

### Trinidad en Tobago
- BWIA West Indies Airways (1939-2006)
- Caribbean Airlines
- Tobago Express

### Tsjaad
- Air Afrique Horizon
- Toumaï Air Tchad

### Tsjechië
- Czech Airlines
- ABS Jets
- Fischer Air (1996-2005)
- Grossman Jet Service
- Job Air
- Regional Air Services
- Smartwings
- Travel Service

### Tunesië
- Karthago Airlines
- Nouvelair Tunisia
- Sevenair
- Tuninter (1991-2007)
- Tunisair

### Turkije
- ACT Airlines
- Air Anatolia (opgeheven)
- AJet
- Atlasjet
- Best Air
- Corendon Airlines
- Fly Air
- Freebird Airlines
- Inter Airlines
- IZair
- Kıbrıs Türk Hava Yolları
- Kuzu Airlines Cargo
- MNG Airlines
- Onur Air
- Orbit Express Airlines
- Pegasus Airlines
- Saga Airlines
- Sky Airlines
- SunExpress
- Tarhan Tower Airlines
- Turkish Airlines
- World Focus Airlines

### Turkmenistan
- Turkmenistan Airlines

### Uruguay
- Aeromas
- Air Class Líneas Aereas
- Alas Uruguay
- PLUNA
- Uair

### Vanuatu
- Air Vanuatu
- Vanair

### Venezuela
- Aero Ejecutivos
- Aerolínea Suramericana
- Aerolíneas Estelar
- Aeropostal Alas de Venezuela
- Aserca Airlines
- Avensa
- Avior Airlines
- Conviasa
- LAI - Linea Aerea IAACA
- LASER Airlines
- Linea Turistica Aerotuy
- RUTACA Airlines
- Santa Barbara Airlines
- Servivensa
- Sol America
- Sundance Air Venezuela
- Transcarga
- Venezolana
- Vensecar Internacional

### Verenigde Arabische Emiraten
- Abu Dhabi Aviation
- AeroVista Airlines
- Air Arabia
- Air Cess
- Al Jaber Aviation
- Al Rais Cargo
- Arabjet
- AVE.com
- Aria Air
- British Gulf International Airlines
- Cargo Plus Aviation
- Click Airways
- Daallo Airlines
- Dolphin Air
- Dubai Royal Air Wing
- Eastern SkyJets
- Emirates
- Emirates SkyCargo
- Etihad Airways
- Etihad Crystal Cargo
- Falcon Aviation Services
- Falcon Express Cargo Airlines
- Flydubai
- JetSet Cargo
- Jupiter Airlines
- Kang Pacific Airlines
- Kinshasa Airways
- Kurdistan Airlines
- Maximus Air Cargo
- Midex Airlines
- Palm Aviation
- Phoenix Aviation
- Pluto Airlines
- RAK Airways
- Royal Jet
- Reem Air
- RUS Aviation
- SkyLink Arabia
- Wizz Air Abu Dhabi

### Verenigde Staten
- ABX Air
- Air Cargo Carriers
- Air East
- Air Evac
- Air Florida
- Air Gumbo
- Air Midwest
- Airnet Express
- AirNow
- Air Sunshine
- Air Tahoma
- AirTran Airways
- Air Transport International
- Air Vegas
- Air Wisconsin
- Alaska Airlines
- Alaska Central Express
- Alaska Seaplane Service
- Allegiant Air
- Aloha Air Cargo
- Aloha Airlines (1946-2008)
- Alpine Air Express
- Amazon Prime Air
- American Airlines
- American Connection
- American Eagle Airlines
- America West Airlines (1981-2005)
- Ameriflight
- Amerijet International
- Ameristar Jet Charter
- Arctic Circle Air Service
- Arctic Transportation Services
- Arrow Air
- Astar Air Cargo
- ATA Airlines
- Atlantic Express
- Atlantic Island Air
- Atlantic Southeast Airlines
- Atlas Air
- Avelo Airlines
- Baron Aviation Services
- Bemidji Airlines
- Bering Air
- Berry Aviation
- Bighorn Airways
- Big Island Air
- Big Sky Airlines
- Blackstar Airlines
- Blue Moon Aviation
- Boston-Maine Airways
- Breeze Airways
- Cape Air
- Capital Cargo International Airlines
- Caribbean Sun
- Casino Express
- Castle Aviation
- Centurion Air Cargo
- Chalk's Ocean Airways
- Champion Air
- Chautauqua Airlines
- Chicago Express Airlines
- Colgan Air
- Colorado Airways
- Comair
- Commutair
- Continental Airlines
- Continental Express
- Contract Air Cargo
- Corporate Air
- Critical Air Medicine
- Crystal Airways
- CSA Air
- Custom Air Transport
- Delta Air Lines
- Diamond International Airlines
- Eastwind Airlines
- Empire Airlines
- Era Aviation
- Evergreen International Airlines
- ExpressJet Airlines
- Express.Net Airlines
- Express One International
- Falcon Air Express
- FedEx Express
- Flight Alaska
- Flight Express
- Flight International
- Florida Coastal Airlines
- Florida West International Airways
- Focus Air Cargo
- Freight Runners Express
- Frontier Airlines
- Frontier Flying Service
- FS Air Service
- Gemini Air Cargo
- GoJet Airlines
- Go! Mokulele
- Grand Aire Express
- Grand Canyon Airlines
- Grant Aviation
- Great Lakes Airlines
- Gulfstream International Airlines
- Hageland Aviation Services
- Hawaiian Airlines
- Hooters Air
- Horizon Air
- IBC Airways
- Independence Air
- Inland Aviation Services
- Island Air
- JetBlue Airways
- Justice Prisoner and Alien Transportation System
- Kalitta Air
- Kenmore Air
- Key Lime Air
- Kitty Hawk Aircargo
- Louisiana Airways
- Lynden Air Cargo
- Lynx Air International
- Merlin Airways
- Mesa Airlines
- Mesaba Airlines
- Mexus Airlines
- Miami Air International
- MidAtlantic Airways
- Mid-Atlantic Freight
- Midwest Airlines
- Midwest Connect
- Mountain Air Cargo
- Murray Air
- Nantucket Airlines
- National Airlines (N7) (1999-2002)
- New England Airlines
- North American Airlines
- Northern Air Cargo
- Northwest Airlines
- Omni Air International
- Pace Airlines
- Pacific Wings
- Pan Am Clipper Connection
- Pen Air
- Piedmont Airlines
- Pinnacle Airlines
- Polar Air Cargo
- Primaire Airlines
- PSA Airlines
- RegionsAir
- Ryan International Airlines
- Salmon Air
- Scenic Airlines
- Shuttle America
- Sierra Pacific Airlines
- Skagway Air Service
- Sky Bus Airlines
- Sky King
- Skylink Airways
- Skyway Airlines
- Skyway Enterprises
- SkyWest Airlines
- Song
- Southern Air
- Southwest Airlines
- Spirit Airlines
- Sportsflight Airways
- Sun Country Airlines
- Sundance Air
- Sunship1 Airlines
- Sunworld International Airlines
- Superior Aviation
- Swift Air
- Ted
- Tradewinds Airlines
- TradeWinds Cargo
- Trans-Florida Airlines
- TransMeridian Airlines
- Trans States Airlines
- Trans World Airlines (1925-2001)
- United Airlines
- UPS Airlines
- USA3000 Airlines
- US Airways
- USA Jet Airlines
- ValuJet Airlines
- Victory Air Transport
- Virgin America
- Wagner Airways
- West Air
- West Coast Airlines
- Westward Airways
- Wien Air Alaska
- Wiggins Airways
- Wings of Alaska
- World Airways
- X Airways
- Zantop International Airlines

#### Amerikaanse Maagdeneilanden
- Air St. Thomas
- Seaborne Airlines

#### Guam
- Asia Pacific Airlines
- Continental Micronesia
- Freedom Air

#### Noordelijke Marianen
- Pacific Island Aviation

#### Puerto Rico
- Aeromed
- Air Culebra
- Air Flamenco
- Caribbean Sun Airlines
- Fina Air (opgeheven)
- Isla Nena Air
- Roblex Aviation
- San Juan Aviation
- Tol Air
- Vieques Air Link

### Verenigd Koninkrijk
- African International Airways
- Air Atlanta Europe
- Air Atlantique
- Air Cordial
- Air Foyle Heavylift
- Air Omega UK
- Air Scandic
- Air Scotland
- Air Southwest
- Air Wales
- Antipodean Air Charter
- Astraeus
- Atlantic Airlines
- Aurigny Air Services
- Avient
- BAC Express Airlines
- Britannia Airways (1961-2005, is in dat jaar Thomsonfly geworden)
- British Airways
- British Airways Citiexpress
- British Mediterranean Airways
- BMI British Midland
- Bookajet
- Castle Air
- Centreline
- Channel Express
- Coyne Airways
- Dan-Air (overgenomen door British Airways)
- DAS Air Cargo
- DHL Air
- Eastern Airways
- easyJet
- Emerald Airways
- Euromanx
- European Aviation Air Charter
- European Executive
- Excel Airways
- First Choice Airways
- Flightline
- Flybe (2020-2022)
- Fly Europa
- Flyglobespan
- Flyjet
- Flykeen Airways
- Flywho
- GB Airways
- Global Supply Systems
- Highland Airways
- Isles of Scilly Skybus
- Jet2.com
- Jet Air
- Loganair
- Lydd Air
- Monarch Airlines
- My Travel
- My Travel Lite
- Nexus Airways
- One Air
- Palmair
- Rockhopper
- ScotAirways
- Silverjet
- Skydrift Air Charter
- Thomson Airways
- Thomsonfly (2004-2008, is in dat jaar Thomson Airways geworden)
- Titan Airways
- TUI Airways
- Virgin Atlantic Airways

#### Britse Maagdeneilanden
- Air BVI
- BVI Airways
- Island Birds
- VI Airlink

#### Kaaimaneilanden
- Cayman Airways

#### Turks- en Caicoseilanden
- Caicos Express Airways
- InterCaribbean Airways
- Interisland Airways
- SkyKing
- Turks and Caicos Airways

### Vietnam
- Bamboo Airways
- Indochina Airlines
- Pacific Airlines
- VietJet Air
- Vietnam Airlines
- Vietnam Air Service Company

### Wit-Rusland
- Belavia
- Genex
- Gomelavia
- Rubystar
- Transaviaexport Cargo Airline

### Zambia
- Aero Zambia (staakte bedrijfsvoering in 2000)
- Airlink Zambia
- Airwaves Airlink
- Eastern Air
- Nationwide Airlines
- Proflight Commuter Service
- Zambia Airways (1967-1995)
- Zambian Airways
- Zambian Express Airways (opgeheven)

### Zimbabwe
- Affretair (staakte bedrijfsvoering in 1998)
- Air Zambezi
- Air Zimbabwe
- Expedition Airways (opgeheven)
- Fastjet Zimbabwe
- Mid Airlines
- Zimbabwe Airlink
- Zimbabwe Express Airlines (opgeheven)

### Zuid-Afrika
- 1Time
- Airlink
- AirQuarius Aviation
- CemAir
- Civair
- Comair
- Executive Aerospace
- Fastjet
- Intensive Air (1989-2002)
- Interair South Africa
- Kulula.com
- LIFT
- Maiden Air (2003)
- Nationwide Airlines
- Rossair
- Safair
- South African Airlink
- South African Airways
- South African Express
- Sun Air (staakte bedrijfsvoering in 1999)

### Zuid-Korea
- Air Busan
- Air Incheon
- Air Premia
- Air Seoul
- Asiana Airlines
- Eastar Jet
- Hansung Airlines
- Jeju Air
- Jin Air
- Korean Air
- Korean National Airlines
- T'way Airlines
- Yeongnam Air (2008-2008)

### Zweden
- Amapola Flyg
- Avitrans
- City Airline (1997-2011)
- Direktflyg
- European Executive Express
- Falcon Air
- FlyMe
- FlyNordic
- Golden Air
- Gotlandsflyg
- International Business Air
- Kullaflyg
- Malmö Aviation
- Maxair
- Nordic Regional
- Nordkalottflyg
- Novair
- Skyways (1987-2012)
- Snålskjuten
- Stockholmsplanet
- Sundsvallsflyg
- SwedJet Airways
- Swedline Express
- Swe Fly
- TUI fly Nordic
- Viking Airlines
- West Air Sweden

### Zwitserland
- Air Glaciers
- Air Zermatt
- Belair
- Chair Airlines
- Club Airways International
- Comlux
- Crossair Europe (1997-2005)
- Darwin Airline
- easyJet Switzerland
- Edelweiss Air
- Farnair Switzerland
- Flybaboo (2003-2011)
- Heliswiss
- Hello
- Helvetic Airways
- Jet Aviation
- Jetclub
- Ju-Air
- Lions Air
- PrivatAir
- SkyWork Airlines
- Swiss Global Air Lines
- Swiss International Air Lines
- Swiss Private Aviation
- Zimex Aviation

### Meerdere landen
- Air France-KLM (Frankrijk, Nederland)
- Scandinavian Airlines (vroeger SAS) (Denemarken, Noorwegen, Zweden)